# LVS-66
Het type LVS-66 is een door de Petersburg Tram Machine Fabriek (PTMF) gebouwde serie van vier trams voor de tram van Sint-Petersburg. Een prototype werd in 1966 geleverd. Na uitvoerige testen werden tot aan 1969 nog drie exemplaren gebouwd. Vanaf 1968 werd van de zesassige LVS-66 ook een ongelede vierasser geleverd, die het type LM-68 kreeg.

## Vernieuwend ontwerp
Het type tram was op verschillende vlakken vernieuwend. Het was de eerste gelede tram van Russische makelij. Daarnaast was er niet in een plek voor een conducteur voorzien; passagiers konden in de voorverkoop aangeschafte kaartjes in de tram ontwaarden. Wel was er nog een loket waar de bestuurder kaartjes kon verkopen. Meest zichtbaar waren de dakramen, die voor een panoramisch zicht zorgden. Het hoekige tramontwerp was verder ook vernieuwend, veel tramontwerpen voor de MOE-landen, maar ook de Zürichse Tram 2000, Milanese Jumbotrams en de Amsterdamse luchtwagens volgden de ontwerprincipes.